# Coralie Balmy
Coralie Balmy, född 2 juni 1987, är en fransk simmare. 
Balmy tävlade i tre grenar (400 meter frisim, 800 meter frisim och 4 x 200 meter frisim) för Frankrike vid olympiska sommarspelen 2008 i Peking. Vid olympiska sommarspelen 2012 i London tävlade Balmy i tre grenar (400 meter frisim, 800 meter frisim och 4 x 200 meter frisim). Hon var en del av Frankrikes lag som tog brons på 4 x 200 meter frisim.
Vid olympiska sommarspelen 2016 i Rio de Janeiro tävlade Balmy i tre grenar (200 meter frisim, 400 meter frisim och 4 x 200 meter frisim).